# سولت سانت ماري
سولت سانت ماري (بالإنجليزية: Sault Ste. Marie, Michigan) هي مدينة تقع في مقاطعة تشيبيوا (ميشيغان) بولاية ميشيغان في شمال شرق الولايات المتحدة. تأسست عام 1668، تبلغ مساحة هذه المدينة 52.21 (كم²)، وترتفع عن سطح البحر م، بلغ عدد سكانها 14144 نسمة في عام 2010 حسب إحصاء مكتب تعداد الولايات المتحدة وتصل الكثافة السكانية فيها 369.7 نسمة/كم2.

## التركيبة السكانية
قام مكتب تعداد الولايات المتحدة بتحديد بيانات التركيبة السكانية لسولت سانت ماريفي تعداد الولايات المتحدة. في ما يلي، التركيبة السكانية حسب تعدادي 2000 و2010.

### تعداد عام 2000
بلغ عدد سكان ساكفيل 4,068 نسمة بحسب تعداد عام 2000، وبلغ عدد الأسر 1,583 أسرة وعدد العائلات 1,104 عائلة مقيمة في القرية. في حين سجلت الكثافة السكانية 1,366.3 نسمة لكل ميل مربع (527.5/كم2). وبلغ عدد الوحدات السكنية 1,639 وحدة بمتوسط كثافة قدره 550.5 نسمة لكل ميل مربع (212.5/كم2).
وتوزع التركيب العرقي للقرية بنسبة 97.42% من البيض و 0.15% من الأمريكيين الأصليين و 0.61% من الأمريكيين ذوي الأصول الآسيوية و 0.57% من الأمريكيين الأفارقة و 0.93% من عرقين مختلطين أو أكثر.
بلغ عدد الأسر 1,583 أسرة كانت نسبة 38.0% منها لديها أطفال تحت سن الثامنة عشر تعيش معهم، وبلغت نسبة الأزواج القاطنين مع بعضهم البعض 55.2% من أصل المجموع الكلي للأسر، ونسبة 10.4% من الأسر كان لديها معيلات من الإناث دون وجود شريك، وكانت نسبة 30.2% من غير العائلات. تألفت نسبة 24.1% من أصل جميع الأسر من أفراد ونسبة 5.6% كانوا يعيش معهم شخص وحيد يبلغ من العمر 65 عاماً فما فوق. وبلغ متوسط حجم الأسرة المعيشية 3.07، أما متوسط حجم العائلات فبلغ 2.56.
بلغ العمر الوسطي للسكان 33 عاماً. وكانت نسبة 27.5% من القاطنين تحت سن الثامنة عشر، وكانت نسبة 9.5% بين الثامنة عشر والأربعة وعشرون عاماً، ونسبة 34.8% كانت واقعةً في الفئة العمرية ما بين الخامسة والعشرون حتى والأربعة وأربعون عاماً، ونسبة 21.0% كانت ما بين الخامسة والأربعون حتى الرابعة والستون، ونسبة 7.2% كانت ضمن فئة الخامسة والستون عاماً فما فوق. يوجد لكل 100 أنثى 103.6 ذكر، ويوجد لكل 100 أنثى في الثامنة عشر من عمرها فما فوق 100.5 ذكر.
بلغ متوسط دخل الأسرة في القرية 53,159 دولار، أما متوسط دخل العائلة فبلغ 62,436 دولار. وكان متوسط دخل الذكور 41,625 دولار مقابل 28,583 دولار للإناث. وسجل دخل الفرد الخاص بالقرية 22,035 دولار. وكانت نسبة 1.4% من العائلات ونسبة 3.1% من السكان تحت خط الفقر، وكان من هؤلاء نسبة 3.4% تحت سن الثامنة عشر ونسبة 9.5% في الخامسة والستين من العمر وما فوق.

## معرض صور

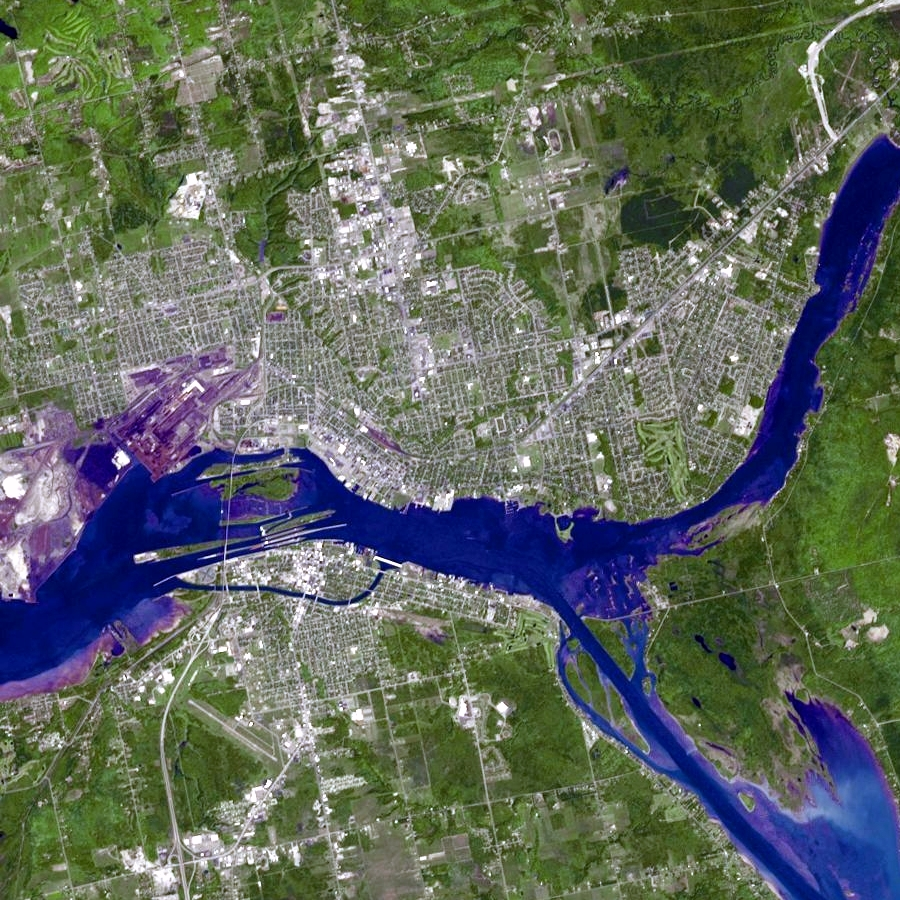
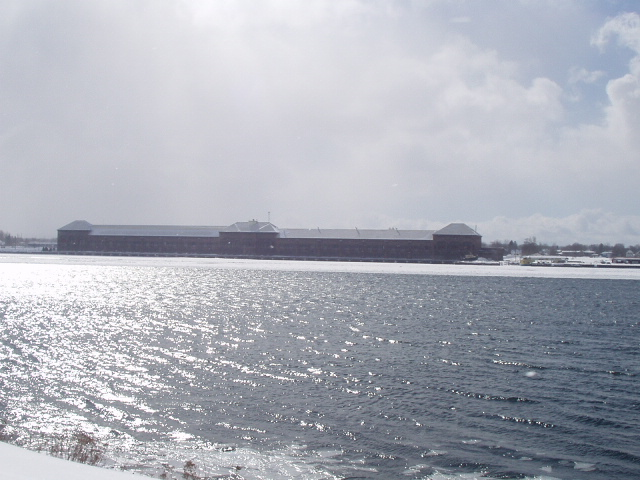
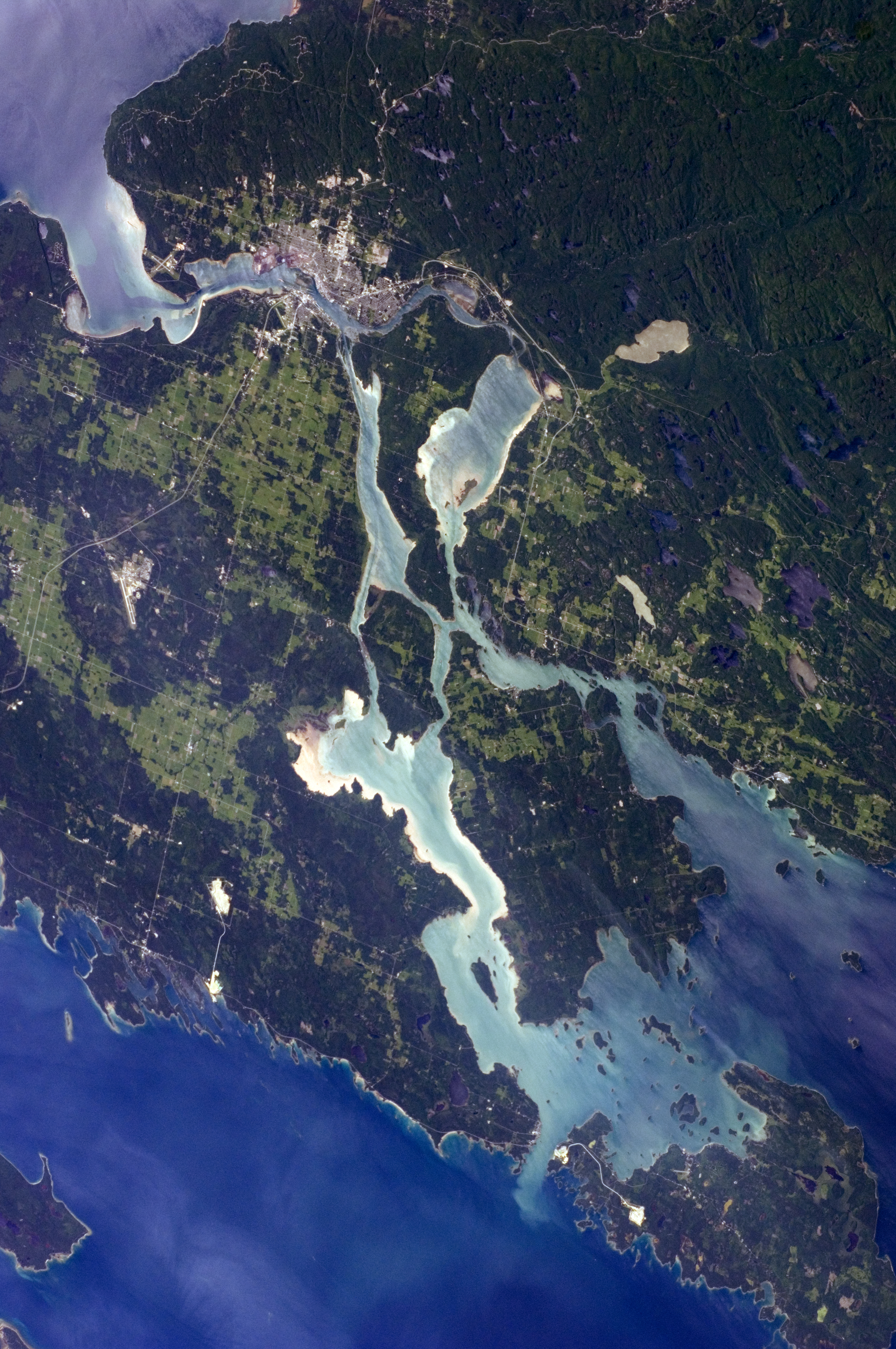

### تعداد عام 2010
بلغ عدد سكان سولت سانت ماري 14,144 نسمة بحسب تعداد عام 2010، وبلغ عدد الأسر 5,995 أسرة وعدد العائلات 3,265 عائلة مقيمة في المدينة. في حين سجلت الكثافة السكانية 957.6 نسمة لكل ميل مربع (369.7/كم2). وبلغ عدد الوحدات السكنية 6,534 وحدة بمتوسط كثافة قدره 442.4 لكل ميل مربع (170.8/كم2).
وتوزع التركيب العرقي للمدينة بنسبة 74.8% من البيض و 17.7% من الأمريكيين الأصليين و 0.9% من الأمريكيين ذوي الأصول الآسيوية و 0.1% من سكان جزر المحيط الهادئ و 0.7% من الأمريكيين الأفارقة و 5.5% من عرقين مختلطين أو أكثر.
بلغ عدد الأسر 5,995 أسرة كانت نسبة 28.1% منها لديها أطفال تحت سن الثامنة عشر تعيش معهم، وبلغت نسبة الأزواج القاطنين مع بعضهم البعض 35.0% من أصل المجموع الكلي للأسر، ونسبة 14.5% من الأسر كان لديها معيلات من الإناث دون وجود شريك، بينما كانت نسبة 5.0% من الأسر لديها معيلون من الذكور دون وجود شريكة وكانت نسبة 45.5% من غير العائلات. تألفت نسبة 35.7% من أصل جميع الأسر من أفراد ونسبة 12.8% كانوا يعيش معهم شخص وحيد يبلغ من العمر 65 عاماً فما فوق. وبلغ متوسط حجم الأسرة المعيشية 2.88، أما متوسط حجم العائلات فبلغ 2.22.
بلغ العمر الوسطي للسكان 33.8 عاماً. وكانت نسبة 21.3% من القاطنين تحت سن الثامنة عشر، وكانت نسبة 17.1% بين الثامنة عشر والأربعة وعشرون عاماً، ونسبة 23.8% كانت واقعةً في الفئة العمرية ما بين الخامسة والعشرون حتى والأربعة وأربعون عاماً، ونسبة 23.8% كانت ما بين الخامسة والأربعون حتى الرابعة والستون، ونسبة 13.9% كانت ضمن فئة الخامسة والستون عاماً فما فوق. وتوزع التركيب الجنسي للسكان بنسبة 48.5% ذكور و51.5% إناث.

## وصلات خارجية
- sault-sainte-marie.mi.us نسخة محفوظة 10 يناير 2022 على موقع واي باك مشين.
- The US50 - Cities and Towns in Michigan State